# Bari acetat
Bari acetat (Ba(C2H3O2)2) là muối của bari(II) và acid acetic.

## Điều chế
Bari acetat thường được tạo ra bởi phản ứng của acid acetic với bari carbonat:
BaCO3 + 2 CH3COOH → (CH3COO)2Ba + CO2 + H2O
Phản ứng được thực hiện trong dung dịch và bari acetat sẽ tách ra bằng cách kết tinh. Cách khác là sử dụng bari sulfide:
BaS + 2 CH3COOH → (CH3COO)2Ba + H2S
Một lần nữa, dung môi này bị bốc hơi và bari acetat kết tinh.

## Tính chất
Bari acetat là bột màu trắng, rất hòa tan: ở 0 °C, 55,8 g bari acetat có thể hòa tan trong 100 g nước. Nó phân hủy khi nung nóng thành bari carbonat.

## Phản ứng
Khi đun nóng trong không khí, bari acetat phân hủy thành carbonat. Nó phản ứng với acid: phản ứng với acid sulfuric, acid hydrochloric và acid nitric cho muối sulfat, chloride và nitrat tương ứng.